# ماركوس يانسن
ماركوس يانسن (بالإنجليزية: Marcus Jansen)‏ هو رسام أمريكي، ولد في 1968 في مانهاتن في الولايات المتحدة.

## وصلات خارجية
- الموقع الرسمي